# Rhizotrogus iglesiasi
Rhizotrogus iglesiasi är en skalbaggsart som beskrevs av Baguena 1955. Rhizotrogus iglesiasi ingår i släktet Rhizotrogus och familjen Melolonthidae. Inga underarter finns listade i Catalogue of Life.